# Слово живое и мёртвое
«Слово живое и мёртвое» (в ранних изданиях с подзаголовком «Из опыта переводчика и редактора», в позднейших — с подзаголовком «От „Маленького принца“ до „Корабля дураков“») — книга известной переводчицы и редактора Норы Галь, впервые опубликованная в 1972 году. Книга построена как обзор примеров удачной и неудачной работы с языком и в особенности направлена против неумеренного и неоправданного использования канцелярского стиля и иноязычных заимствований; Нора Галь разбирает множество переводческих, писательских и просто речевых ошибок и намечает некоторые общие принципы, благодаря которым литературный текст звучит живо и выразительно, читается увлекательно и вызывает доверие читателя. По мнению доктора филологических наук Н. Я. Дьяконовой, «автор даёт несравненно больше, чем систематизированные советы собратьям по профессии. Книга эта — о любви к русскому языку, о том, какой „дар правды и человечности“ необходим пишущему — и говорящему, — чтобы этот язык звучал в его устах достойно и выразительно».

## История издания
Около двадцати лет Нора Галь собирала материал для этой книги, впервые напечатанной в 1972 году в издательстве «Книга» десятитысячным тиражом. Её прочитал В. Н. Болховитинов — главный редактор журнала «Наука и жизнь» с трёхмиллионным тиражом — и в № 8 и 10 за 1973 год перепечатал избранные фрагменты книги; затем в № 2 и 6 за 1975 год были опубликованы некоторые материалы, подготовленные Норой Галь для второго, дополненного издания, а в № 1 за 1976 год вышла подборка избранных читательских мнений из, как указывается в публикации, более чем сотни полученных откликов: «пишут самые разные люди, часто очень далёкие от „литературных“ профессий, — так волнует всех затронутая тема».
В третьем издании 1979 года книга была дополнена новой главой. При подготовке 4-го издания Нора Галь сверила с оригиналами ряд переводов своих старших коллег и создала раздел «Поклон мастерам». В пятое, уже посмертное издание были дополнительно включены статья Ю. Яхниной «Три Камю» с разбором переводческого мастерства самой Норы Галь и очерк Р. Облонской, рисующей «человеческий облик» переводчицы. Предисловие дочери Норы Галь Э. Кузьминой, редактора и литературного критика, начинается с обращения к читателям: «Для кого эта книга? Для всех, кому дорог родной язык. Для всех, кто говорит на русском языке, любит его, болеет за него».
Неустанно дорабатываемая, эта книга выдержала при жизни автора три переиздания (1975, 1979, 1987) и затем шесть раз переиздавалась в 2001, 2003, 2007, 2011, 2012, 2015, 2023 годах.

## Содержание
Исходя из принципов переводческой школы кашки́нцев, в основе которых, по её мнению, лежит стремление к верности перевода, а не его точности, Нора Галь подробно рассматривает множество примеров неудачной, с её точки зрения, переводческой работы — буквалистской, невнимательной, не вникающей в суть подлинника, — расширяя круг примеров и на оригинальное русское словоупотребление, как литературное, публицистическое и журналистское, так и, в ряде случаев, разговорное: характер и природа ошибок в русской речи, полагает она, в значительной мере те же, что и в переводных текстах. При этом к каждому неверному речевому решению книга Норы Галь предлагает один или несколько вариантов более удачной замены. Полностью посвящён плодотворному переводческому труду раздел «Поклон мастерам», в котором Нора Галь разбирает опыт своих коллег, известных советских переводчиков В. М. Топер, Е. Д. Калашниковой, О. П. Холмской, Н. А. Волжиной, Н. Л. Дарузес, И. Романовича, М. П. Богословской, М. Ф. Лорие, работавших с произведениями Эрнеста Хемингуэя, Джона Голсуорси, Фрэнсиса Скотта Фицджеральда, Бернарда Шоу, Джеймса Джойса (книга «Дублинцы»), Редьярда Киплинга, Джона Стейнбека. Нора Галь подчёркивает их умение передать дух и стиль оригинала при совершенной естественности, органичности русской речи.
Среди наиболее распространённых пороков переводного текста Нора Галь выделяет:
1. механическое воспроизведение по-русски особенностей синтаксиса и грамматического строя чужого языка: глаголы в пассивном залоге, конструкции со вспомогательными глаголами и причастными оборотами, характерные перифразы (англ. this man, фр. cet homme);
2. передачу иноязычного слова похожим на него заимствованием — которое в русском языке почти всегда несёт иной смысл или иную стилистическую окраску, а подчас, по мнению Норы Галь, становится словом-паразитом: особенно это касается таких слов, как «факт», «проблема», «момент», «вещь» (калька с англ. thing / фр. chose);
3. столкновение несочетаемого: слова, противоречащие друг другу по стилю, культурной и временно́й принадлежности, ненужной звуковой перекличке («мисс проглотила аршин»; «пыль наводнила пространство», «Максим Грек переводил максимально точно»);
4. непонимание (и, как следствие, ведущий к бессмыслице дословный перевод) чужой идиоматики («вышел в сад через французское окно», тогда как англ. french window — «застеклённая дверь»);
5. невнимание к речевому контексту и эмоциональному подтексту, приводящее к буквальной точности, искажающей подлинное содержание (англ. Are you comfortable? переведено как «Тебе удобно?» — формально правильно, но неуместно в ситуации, когда «человек, воспитанный в строгих правилах британской добропорядочности, хочет наконец узаконить свои отношения с любимой женщиной — прежде это было невозможно», — тогда как она «готова продолжать „незаконную“ связь, лишь бы не подвергать его неприятностям, нареканиям „общества“»).

Кроме того, Нора Галь особо обращает внимание на необходимость опознания в переводном тексте цитат (в том числе библейских), разного рода словесной игры, в том числе «говорящих» имён и названий, для которых переводчик должен по возможности находить свежее решение (если собачку зовут англ. Blink, то по-русски может быть, например, Жмурка, но простая транслитерация её клички — знак переводческой беспомощности).
Рассматривая ошибки и неточности в художественном переводе как частный случай непрофессиональной работы с языком, небрежного отношения к нему, главной угрозой чистоте и выразительности русской речи Нора Галь видит так называемый «канцелярит» — проникновение особой бюрократической грамматики и лексики в литературную и разговорную речь, зачастую через посредство массовой журналистики:
Канцелярит — это мертвечина. Он проникает и в художественную литературу, и в быт, в устную речь. Даже в детскую. Из официальных материалов, из газет, от радио и телевидения канцелярский язык переходит в повседневную практику. Много лет так читали лекции, так писали учебники и даже буквари. Вскормленные языковой лебедой и мякиной, учителя в свой черёд питают той же сухомяткой чёрствых и мёртвых словес всё новые поколения ни в чём не повинных ребятишек.

Согласно определению Норы Галь, основные проявления «канцелярита»:

- Это — вытеснение глагола, то есть движения, действия, причастием, деепричастием, существительным (особенно отглагольным!), а значит — застойность, неподвижность. И из всех глагольных форм пристрастие к инфинитиву.
- Это — нагромождение существительных в косвенных падежах, чаще всего длинные цепи существительных в одном и том же падеже — родительном, так что уже нельзя понять, что́ к чему относится и о чём идёт речь.
- Это — обилие иностранных слов там, где их вполне можно заменить словами русскими.
- Это — вытеснение активных оборотов пассивными, почти всегда более тяжёлыми, громоздкими.
- Это — тяжёлый, путаный строй фразы, невразумительность. Несчётные придаточные предложения, вдвойне тяжеловесные и неестественные в разговорной речи.
- Это — серость, однообразие, стёртость, штамп. Убогий, скудный словарь: и автор и герои говорят одним и тем же сухим, казённым языком. Всегда, без всякой причины и нужды, предпочитают длинное слово — короткому, официальное или книжное — разговорному, сложное — простому, штамп — живому образу.

## Влияние
Первые рецензенты книги указывали, что в книге Норы Галь профессиональная компетентность в обсуждении специальных вопросов перевода и редактирования сочетается с публицистической открытостью и полемическим запалом: так, С. И. Сивоконь отмечал, что «книгу эту мгновенно смыло с прилавков, точно детективную повесть или модный роман» не в последнюю очередь благодаря тому, что «острые, горячие размышления Норы Галь будоражат душу, оставляя в ней непроходящую тревогу за судьбу живого слова, судьбу родного языка», другой критик подчёркивал: «ощутить необходимость творческого владения богатствами родного языка и побуждает по-хорошему пристрастная, запальчивая книга Норы Галь».
По прошествии трёх десятилетий с выхода первого издания книги о ней говорят как о «книге, ставшей классикой», выделяя, однако, в первую очередь именно профессиональную сторону дела. По мнению переводчика В. С. Муравьёва, книга Норы Галь может способного человека научить профессиональным навыкам перевода. Как указывает критик Р. Э. Арбитман, «книга Норы Галь — не только страстное „Я обвиняю!“, но и палочка-выручалочка для переводчиков, редакторов, писателей; это своеобразный ликбез для начинающих и в то же время напоминание маститым». Подробно пишет о книге, в связи с переизданием 2001 года, Н. С. Мавлевич, отмечая, что «„Слово живое и мёртвое“ и сегодня остаётся уникальной, с блеском и талантом написанной книгой о ремесле и искусстве перевода, о соотношении в нём свободы и точности, о вкусе и музыке слов, а также о глухоте, слепоте, косноязычии и прочих непрофессиональных увечьях переводчиков, об ошибках дамских, школярских, канцелярских и прочих», — в то же время Мавлевич останавливается и на тех свойствах книги, которые укоренены в эпохе её создания: «тоне разговаривающего с массами просветителя», уверенности в том, что массовые языковые процессы можно остановить волевым усилием. С другой стороны, филолог и переводчик Д. М. Бузаджи видит этот аромат эпохи среди черт книги, придающих ей особую привлекательность.
В 2007 году книга Норы Галь дала название конференции переводчиков, проведённой по инициативе Федерального агентства по печати и массовым коммуникациям.

## Рецензии
На 1-е изд. (1972):
- Энтин Б. Спор о словах // В мире книг. — 1973. — № 1. — С. 60.
- Александров В. Тяжёлая болезнь — канцелярит // Журналист. — 1973. — № 2. — С. 34—35.
- Сивоконь С. И. Книга о точном слове // Наука и жизнь. — 1973. — № 8. — С. 86—87.

На 2-е изд. (1975):
- Дьяконова Н. Я. Жизнь слова // Нева. — 1976. — № 4. — С. 202—203.

На 5-е изд. (2001):
- Давыдов Д. М. // Библио-Глобус: Журнал-обозрение. — 2001. — № 8. — С. 14.
- Мавлевич Н. С. Переводчик и время // Иностранная литература. — 2001. — № 7.

## Книга Норы Галь в Сети
- На мемориальном сайте Норы Галь (текст 5-го издания, 2001)